# Ernst Haas
Ernst Haas (Vienna, 2 marzo 1921 – New York, 12 settembre 1986) è stato un fotografo austriaco.

## Biografia
Nella sua carriera sperimentò l'utilizzo della fotografia a colori e con soggetti in movimento. Fece parte dell'agenzia Magnum Photos. Negli anni '40 intraprese gli studi di medicina, purtroppo a lui preclusi a causa delle leggi razziali (Haas era di origine ebraica). Nel 1941 entra nell'Istituto Grafico di Vienna che abbandona dopo pochi mesi. Pochi anni dopo incomincia a lavorare in studio e ad insegnare fotografia presso la Croce Rossa. Famosa la sua prima mostra con le foto di guerra di Vienna (per esempio Sunbathers). Conosce Capa, Cartier Bresson e Bischof presso la Magnum, e a partire dagli anni '50 incomincia a lavorare per la rivista Life. Nel 1959 viene eletto Presidente della celebre agenzia Magnum, e continua coi suoi reportage fotografici in tutto il mondo, sperimentando l'uso del colore, specialmente del Kodakchrome. Tra i suoi ultimi importanti reportage ricordiamo il servizio per le Olimpiadi di Los Angeles nel 1984.

## Riconoscimenti
- 1986 - Hasselblad Award [1]